# Peter Englert
Peter Englert (* 30. Juni 1990 in Worms) ist ein deutscher Schauspieler.

## Leben
Peter Englert entdeckte während seiner Schulzeit am Eleonoren-Gymnasium Worms in Worms sein Interesse für die Schauspielerei. Durch seine Mitwirkung an dem Theaterprojekt Nibelungenhorde, bei dem er mit Joern Hinkel, Uwe John und Andreas Bisowski zusammenarbeitete, lernte Englert 2012 den Regisseur Dieter Wedel kennen und gehörte ab dem Jahr 2013 zu dem Ensemble der Nibelungenfestspiele Worms. Er stand dabei 2013 und 2014 als Gernot auf der Bühne.
Seine Ausbildung absolvierte er von 2012 bis 2016 an der Schauspielschule Mainz. 2015 wechselte Dieter Wedel als Intendant zu den Bad Hersfelder Festspielen und engagierte Englert für die 65. Bad Hersfelder Festspiele für Dieter Wedels Komödie der Irrungen, Joern Hinkels Sommernachts-Träumereien und das Kinderstück Die Eule. 2016 trat er in Bad Hersfeld als Juro in Krabat und erneut in Sommernachts-Träumereien auf. Als Ordensbruder Johannes Lang u. a. war er 2017 in Martin Luther – der Anschlag zu sehen. 2018 spielte er erneut bei den Bad Hersfelder Festspielen mit in den beiden Stücken Shakespeare in Love und in der bayerischen Komödie Indien. Im Fernsehen war er in dem ZDF-Film Dora Heldt – Unzertrennlich zu sehen. Neben seiner Schauspieltätigkeit tourt er als Sänger mit seiner Band The Döftels durch Deutschland.

## Politische Aktivitäten
Peter Englert kandidierte 2018 für das Amt des Oberbürgermeisters der Stadt Worms. Seine Kandidatur wurde vom FWG-Bürgerforum in Worms unterstützt. Bei der Wahl am 4. November 2018 bekam Englert 20,5 % der Stimmen und verfehlte die Stichwahl zur Wahl des neuen Oberbürgermeisters nur knapp. Bei den Kommunalwahlen 2019 wurde er als Mitglied des FWG-Bürgerforums in den Wormser Stadtrat gewählt, wo er seitdem auch den Fraktionsvorsitz übernommen hat.

## Terence-Hill-Brücke
Englert moderierte bis 2016 einen Videoblog, in dem er humoristisch vom alljährlich stattfindenden Backfischfest berichtete und in dessen Rahmen er 2016 die in Worms neu eröffnete Karl-Kübel-Brücke scherzhaft auf den Namen „Terence-Hill-Brücke“ taufte. Im Juni 2018 wollte der Oberbürgermeister der Stadt Worms, Michael Kissel, der Brücke offiziell einen zweiten Namen verleihen und konnte für die offizielle Taufe Terence Hill persönlich gewinnen. Aufgrund von Protesten seitens der Angehörigen Karl Kübels sowie des Wormser Stadtrats zog Kissel den Vorschlag der Umbenennung allerdings zurück.

## Filmografie (Auswahl)
- 2012: Less is More (Kurzfilm)
- 2013: WirBerlin (TV-Spot)
- 2013: Dora Heldt: Unzertrennlich (ZDF)
- 2014: Stinas Weg (Webserie)
- 2015: Spätprogramm (Kurzfilm ZDF)
- 2016: Alarm für Cobra 11 (RTL)

## Theater (Auswahl)
- 2013: Hebbels Nibelungen, born to die – Regie: Dieter Wedel; Rolle: Gernot (Nibelungenfestspiele Worms)[12]
- 2014: Hebbels Nibelungen, born this way – Regie: Dieter Wedel; Rolle:  Gernot (Nibelungenfestspiele Worms)[13]
- 2015: Bad Hersfelder Festspiele – Sommernachtstraum (Inszenierung: Joern Hinkel); Rolle: Demetrius
- 2015: Bad Hersfelder Festspiele – Die Eule (Inszenierung: Markus Majowski); Rolle: Herr Ritter
- 2016: Bad Hersfelder Festspiele – Krabat (Inszenierung: Joern Hinkel); Rolle: Juro[14]
- 2017: Bad Hersfelder Festspiele – Martin Luther – Der Anschlag (Inszenierung: Dieter Wedel)
- 2018: Theater am Puls – Nabelschnüre (Inszenierung: Joerg Steve Mohr)
- 2018 Bad Hersfelder Festspiele – Shakespeare in Love (Inszenierung: Antoine Uitdehaag)
- 2019 Bad Hersfelder Festspiele – A Long Way Down (Inszenierung: Christian Nickel)